# Lingua sistemfrater
Lingua sistemfrater, còn được gọi là Frater, là một ngôn ngữ phụ trợ quốc tế hậu nghiệm do dịch giả người Việt Phạm Xuân Thái tạo ra vào năm 1957 với tên gọi Frater (Lingua sistemfrater): Ngôn ngữ quốc tế đơn giản nhất từng được xây dựng. Ngôn ngữ này sử dụng từ điển chủ yếu là tiếng Hy Lạp-Latin, và ngữ pháp chịu ảnh hưởng của châu Á.